# Episodi di T.J. Hooker (quarta stagione)
La quarta stagione della serie televisiva T.J. Hooker è stata trasmessa negli Stati Uniti dal canale ABC dal 13 ottobre 1984 al 4 maggio 1985.
| nº | Titolo originale              | Titolo italiano                 | Prima TV USA     | Prima TV Italia |
| -- | ----------------------------- | ------------------------------- | ---------------- | --------------- |
| 1  | Night Vigil                   | Proiettile a doppio effetto     | 13 ottobre 1984  |                 |
| 2  | The Two Faces of Betsy Morgan | Faccia a faccia con l'assassino | 20 ottobre 1984  |                 |
| 3  | Pursuit                       | Il confine del rischio          | 27 ottobre 1984  |                 |
| 4  | Hardcore Connection           | Intrigo a luci rosse            | 3 novembre 1984  |                 |
| 5  | Anatomy of a Killing          | Cuore di padre                  | 10 novembre 1984 |                 |
| 6  | Target: Hooker                | Le fiamme dell'odio             | 17 novembre 1984 |                 |
| 7  | Model for Murder              | L'atelier dell'omicidio         | 24 novembre 1984 |                 |
| 8  | A Kind of Rage                | Una rabbia speciale             | 1º dicembre 1984 |                 |
| 9  | The Confession                | La confessione                  | 15 dicembre 1984 |                 |
| 10 | Grand Theft Auto              | Il re degli zingari             | 29 dicembre 1984 |                 |
| 11 | Street Bait                   | Due gocce... di sangue          | 5 gennaio 1985   |                 |
| 12 | The Surrogate                 | Assassino al microfono          | 12 gennaio 1985  |                 |
| 13 | Trackdown                     | L'ultima traccia                | 26 gennaio 1985  |                 |
| 14 | Outcall                       | Sfida d'oriente                 | 2 febbraio 1985  |                 |
| 15 | The Bribe                     | Tutti hanno un prezzo           | 9 febbraio 1985  |                 |
| 16 | Love Story                    | Una difficile storia d'amore    | 16 febbraio 1985 |                 |
| 17 | Hollywood Starr               | Intrigo ad Hollywood            | 23 febbraio 1985 |                 |
| 18 | Sanctuary                     | Ostaggi                         | 2 marzo 1985     |                 |
| 19 | Homecoming                    | Il senso del dovere             | 9 marzo 1985     |                 |
| 20 | Serial Murders                | Omicidi a catena                | 16 marzo 1985    |                 |
| 21 | Lag Time                      | Tempo di reazione               | 23 marzo 1985    |                 |
| 22 | The Throwaway                 | Ritorno nel passato             | 6 aprile 1985    |                 |
| 23 | The Chicago Connection        | Missione a Chicago              | 4 maggio 1985    |                 |

## Proiettili a doppio effetto
- Titolo originale: Night Vigil
- Diretto da: Winrich Kolbe
- Scritto da: Frank Telford

### Trama
Durante un normale giro di perlustrazione, gli agenti Corrigan e Stacy vengono coinvolti in una sparatoria. La figlia del capitano Sheridan rimane gravemente ferita.

## Faccia a faccia con l'assassino
- Titolo originale: The Two Faces of Betsy Morgan
- Diretto da: Paul Krasny
- Scritto da: Robert Bielak

### Trama
Hooker e Romano accorrono in aiuto di Betsy, una giovane prostituta, che viene aggredita da un maniaco. Agli agenti tocca scoprire cosa si nasconde dietro questo fatto.

## Il confine del rischio
- Titolo originale: Pursuit
- Diretto da: Sidney Hayers
- Scritto da: Paul Savage

### Trama
Due criminali prendono in ostaggio una donna incinta. Hooker e Romano si lanciano all'inseguimento dei rapinatori, che provocano un terribile incidente.

## Intrigo a luci rosse
- Titolo originale: Hardcore Connection
- Diretto da: Christian I. Nyby II
- Scritto da: Stephen Downing

### Trama
Daniels, un poliziotto della buoncostume, viene trovato morto nella stanza di un motel. Unica testimone del suo assassinio è una prostituta. Hooker indaga.

## Cuore di padre
- Titolo originale: Anatomy of a Killing
- Diretto da: Sigmund Neufeld Jr.
- Scritto da: Stephen Downing

### Trama
Hooker, nel tentativo di smascherare i fratelli Powell, due spacciatori di droga, scopre che Lisa, la figlia di Cody, un agente di polizia, fa uso di eroina.

## Le fiamme dell'odio
- Titolo originale: Target: Hooker
- Diretto da: Vincent McEveety
- Scritto da: Simon Muntner

### Trama
Il sergente Hooker e Romano sono coinvolti in un attentato, ma mentre TJ rimane illeso, Romano viene gravemente ferito e rischia di perdere la vista.

## L'atelier dell'omicidio
- Titolo originale: Model for Murder
- Diretto da: Harry Falk
- Scritto da: Janis Hendler

### Trama
Il cadavere di una donna, testimone chiave di Corrigan e Stacy, su un caso di omicidio, viene ritrovato nei pressi del porto. La polizia indaga sull'accaduto.

## Una rabbia speciale
- Titolo originale: A Kind of Rage
- Diretto da: Winrich Kolbe
- Scritto da: Rick Kelbaugh

### Trama
Hooker e la sua squadra stanno dando la caccia ad un maniaco che strangola i vagabondi della città. Intanto, Corrigan viene ferito gravemente.

## La confessione
- Titolo originale: The Confession
- Diretto da: Georg Fenady
- Scritto da: Paul B. Margolis

### Trama
Beth Harrison, una suora, viene aggredita e violentata da un maniaco. Poi, nel segreto del confessionale l'uomo rivela alla sua vittima la propria colpevolezza.

## Il re degli zingari
- Titolo originale: Grand Theft Auto
- Diretto da: Sidney Hayers
- Scritto da: B.W. Sandefur

### Trama
Una banda di criminali che opera nel campo dei furti d'auto uccide uno zingaro che è stato testimone dei loro traffici illeciti. La nipote medita vendetta.

## Due gocce... di sangue
- Titolo originale: Street Bait
- Diretto da: Sigmund Neufeld Jr.
- Scritto da: Judy Burns

### Trama
Tre donne, che lavorano presso un centro commerciale, vengono misteriosamente assassinate. Stacy si offre di fare da esca per catturare l'assassino.

## Assassino al microfono
- Titolo originale: The Surrogate
- Diretto da: Bruce Seth Green
- Scritto da: Judy Burns e Joseph Gunn

### Trama
Hooker indaga su alcuni casi di omicidio molto simili. Le vittime, tutte donne, prima di morire avevano contattato una terapeuta di coppia in radio.

## L'ultima traccia
- Titolo originale: Trackdown
- Diretto da: Reza Badiyi
- Scritto da: Mark Rodgers

### Trama
I sospetti del responsabile di un parcheggio portano a scoprire il cadavere di una donna nel bagagliaio di una macchina. Hooker avvia subito le indagini.

## Sfida d'oriente
- Titolo originale: Outcall
- Diretto da: Larry Elikann
- Scritto da: Dick Nelson

### Trama
L'uccisione di una giovane massaggiatrice, a Chinatown, porta il sergente Hooker ad avviare delle indagini. Stacy e Romano si ritrovano a lavorare in incognito.

## Tutti hanno un prezzo
- Titolo originale: The Bribe
- Diretto da: Sigmund Neufeld Jr.
- Scritto da: Mark Rodgers

### Trama
Il sergente Hooker si ritrova coinvolto in un losco traffico di droga. Nel frattempo, Corrigan si rivolge a Romano affinché questi aiuti una donna incinta.

## Una difficile storia d'amore
- Titolo originale: Love Story
- Diretto da: Ray Danton
- Scritto da: Judy Burns e Stephen Downing

### Trama
Hooker si innamora di una donna molto attraente, Teri, che lo aiuta a sgominare una violenta gang. Ma la loro relazione precipita improvvisamente.

## Intrigo ad Hollywood
- Titolo originale: Hollywood Starr
- Diretto da: Winrich Kolbe e William Shatner
- Scritto da: Stephen Downing e Rick Husky

### Trama
Hooker perde un indiziato per l'omicidio di un produttore di Hollywood. La detective Starr va su tutte le furie con lui.
- Guest star: Sharon Stone

## Ostaggi
- Titolo originale: Sanctuary
- Diretto da: William Shatner
- Scritto da: Mark Rodgers

### Trama
Corrigan e Stacy si ritrovano a fermare una macchina per eccesso di velocità, ma la situazione precipita e durante uno scontro a fuoco Corrigan viene ferito.

## Il senso del dovere
- Titolo originale: Homecoming
- Diretto da: Kenneth R. Koch
- Scritto da: Rick Husky

### Trama
Il sergente Hooker decide prendere due settimane di vacanza per stare un po' con i figli, ma presto i suoi doveri di padre e poliziotto entrano in conflitto.

## Omicidi a catena
- Titolo originale: Serial Murders
- Diretto da: Michael Caffey
- Scritto da: Chester Krumholz e Adrian Spies

### Trama
Due psicopatici commettono una serie di omicidi. Hooker viene affiancato dal sergente Leigh, una donna dal carattere deciso, ma che non convince Stacy.

## Tempo di reazione
- Titolo originale: Lag Time
- Diretto da: Sigmund Neufeld Jr.
- Scritto da: Rick Kelbaugh e William Keys

### Trama
Hooker si ritrova a dover indagare su Jack Lewis, criminale specializzato in rapine a mano armata. Intanto Stacy, è ancora scossa per la perdita di un amico.

## Ritorno nel passato
- Titolo originale: The Throwaway
- Diretto da: William Shatner
- Scritto da: Judy Burns e James J. Docherty

### Trama
Una vecchia questione, rimasta insoluta, fra Corrigan e il criminale Willie Donovan, rischia di compromettere la carriera dell'agente.

## Missione a Chicago
- Titolo originale: The Chicago Connection
- Diretto da: Michael Lange
- Scritto da: Steve Kline e Bernie Kukoff

### Trama
Hooker è diretto a Chicago per prendere un criminale esperto in furti, ma finisce per ritrovarsi fianco a fianco con il Detective Sidney P. Stover.